# Ronelda Kamfer
Ronelda Kamfer (Kaapstad, 16 juni 1981) is een Zuid-Afrikaanse dichteres.

## Biografie
Ronelda Kamfer werd in 1981 in Blackheath in Kaapstad geboren. Vanaf haar derde groeide ze op bij haar grootouders in Grabouw, een dorp 20 km buiten de stad, die daar op een fruitboerderij woonden en werkten. Op haar dertiende ging ze weer bij haar ouders wonen in Eersterivier, een township op de Kaapse Vlakte, waar zij ook de middelbare school doorliep. Ze heeft gewerkt als  verpleegster en administratief medewerkster. In 2010 verwierf ze een beurs voor een honneursstudie aan de Universiteit van de Westkaap (Universiteit van Wes-Kaapland), waar ze les kreeg van onder anderen Antjie Krog.
Zij begon op tienjarige leeftijd met het schrijven van gedichten. Haar grootvader heeft een belangrijke rol gespeeld in haar ontwikkeling als dichter. Hij vertelde haar vele verhalen, vooral over zijn jeugd en de geschiedenis van de kleurlinggemeenschap waartoe hij behoorde. De gedichten in haar eerste bundel Noudat slapende honden (2008) handelen over het dagelijkse leven op de Kaapse Vlakte. In haar dichtbundel grond/Santekraam (2011) vertelt ze het verhaal van haar familie en de wereld waaruit deze met geweld verdreven werd. Een derde bundel verscheen in 2016 met de titel Hammie, waarin de complexe relatie met haar inmiddels overleden moeder een belangrijke rol speelt. Haar eerste gedichten werden gepubliceerd in Nuwe Stemme 3 (2005). Ook in de bundel My ousie is 'n blom (2006) zijn enkele gedichten van haar opgenomen. Samen met haar man, striptekenaar en illustrator Nathan Trantraal, werkt ze aan een graphic novel. Kamfer heeft een dochter Seymour.

## Werk
- Noudat slapende honde (2008)
- Grond/Santekraam (2011)
- Hammie (2016)
- Chinatown (2019)

Vertaald in het Nederlands
- Nu de slapende honden (Podium, 2010), vertaald door Alfred Schaffer
- Santekraam (Podium, 2012) vertaald door Alfred Schaffer
- Mammie (Podium, 2017) vertaald door Alfred Schaffer
- Chinatown (Podium, 2021) vertaald door Alfred Schaffer

## Bekroningen
Voor haar eerste bundel ontving ze in 2009, samen met de dichter Loftus Marais, de  Eugène Maraisprijs.